# Mangangordonita
La mangangordonita és un mineral de la classe dels fosfats que pertany al grup de la laueïta. Rep el nom per ser l'anàleg dominant de manganès de la gordonita.

## Característiques
La mangangordonita és un fosfat de fórmula química Mn²⁺Al₂(PO₄)₂(OH)₂(H₂O)₆·2H₂O. Va ser aprovada com a espècie vàlida per l'Associació Mineralògica Internacional l'any 1989, sent publicada per primera vegada el 1991. Cristal·litza en el sistema triclínic. La seva duresa a l'escala de Mohs és 3.
Segons la classificació de Nickel-Strunz, la mangangordonita pertany a «08.DC: Fosfats, etc, només amb cations de mida mitjana, (OH, etc.):RO₄ = 1:1 i < 2:1» juntament amb els següents minerals: nissonita, eucroïta, legrandita, strashimirita, arthurita, earlshannonita, ojuelaïta, whitmoreïta, cobaltarthurita, bendadaïta, kunatita, kleemanita, bermanita, coralloïta, kovdorskita, ferristrunzita, ferrostrunzita, metavauxita, metavivianita, strunzita, beraunita, gordonita, laueïta, paravauxita, pseudolaueïta, sigloïta, stewartita, ushkovita, ferrolaueïta, kastningita, maghrebita, nordgauïta, tinticita, vauxita, vantasselita, cacoxenita, gormanita, souzalita, kingita, wavel·lita, allanpringita, kribergita, mapimita, ogdensburgita, nevadaïta i cloncurryita.

## Formació i jaciments
Va ser descrita a partir d'exemplars provinents de dos indrets dels Estats Units: la pedrera Dunton Gem, situada a la localitat de Newry, al comtat d'Oxford (Maine), i a la mina Foote Lithium Co., situada al districte miner de Kings Mountain, al comtat de Cleveland (Carolina del Nord). També ha estat descrita en altres indrets del Brasil, Rússia i Europa. Als territoris de parla catalana ha estat descrita al massís de l'Albera i al camp de pegmatites de Cotlliure, a la comarca del Rosselló, a la Catalunya del Nord.